# Zan va bache
Zan va bache (زن و بچه, Engels: Woman and Child) is een Iraanse dramafilm uit 2025, geschreven en geregisseerd door Saeed Roustayi. De hoofdrollen worden vertolkt door Parinaz Izadyar, Payman Maadi, Hassan Pourshirazi, Fereshteh Sadre Orafaee en Sahar Goldoost.

## Verhaal
Een verpleegster die weduwe is, worstelt met haar rebelse zoon. De spanning bereikt een hoogtepunt tijdens de verloving met haar nieuwe vriend, maar wanneer er een tragisch ongeluk gebeurt, wordt ze geconfronteerd met gevoelens van verraad terwijl ze gerechtigheid zoekt.

## Rolverdeling
| Acteur                  | Personage  |
| ----------------------- | ---------- |
| Parinaz Izadyar         | Mahnaz     |
| Payman Maadi            | Hamid      |
| Hassan Pourshirazi      | grootvader |
| Fereshteh Sadre Orafaee | moeder     |
| Sahar Goldoost          |            |
| Soha Niasti             | Mehri      |
| Maziar Seyyedi          | Samkhanian |
| Sinan Mohebi            | Aliyar     |
| Arshida Dorostkar       | Neda       |

## Release
Zan va bache ging op 22 mei 2025 in première op het Filmfestival van Cannes in de competitie voor de Gouden Palm.

## Prijzen en nominaties
De belangrijkste:
| Jaar | Prijs                   | Categorie   | Genomineerde(n) | Uitslag     |
| ---- | ----------------------- | ----------- | --------------- | ----------- |
| 2025 | Filmfestival van Cannes | Gouden Palm | Saeed Roustayi  | Genomineerd |